# ヘンリク・ラーセン
ヘンリク・ラーセン（Henrik Larsen、1966年5月17日 - ）は、デンマーク・コンゲンス・リンビー出身の元同国代表サッカー選手。現役時代のポジションはMF。

## 略歴
1992年に出場したUEFA EURO 1992では、大会通算3得点を挙げて大会得点王に輝き、デンマーク代表の同大会初優勝に大きく貢献した。
クラブでの成績としてはデンマークのリンビーBKで経験を積み、1990-91シーズン開幕前に当時セリエAに所属していたACピサ1909へ移籍した。同クラブではリーグ戦32試合1得点を記録したが、セリエBへと降格してしまった。降格後はレンタルでヨーロッパ各国のクラブを転々とし、1995年にリンビーBKへ復帰。4年後にFCコペンハーゲンで現役を引退した。

## 個人成績

### 代表
試合数
- 国際Aマッチ 39試合 5得点（1989年 - 1996年）

| デンマーク代表 | 国際Aマッチ | 国際Aマッチ |
| 年             | 出場        | 得点        |
| -------------- | ----------- | ----------- |
| 1989           | 7           | 1           |
| 1990           | 2           | 0           |
| 1991           | 7           | 0           |
| 1992           | 10          | 4           |
| 1993           | 6           | 0           |
| 1994           | 4           | 0           |
| 1995           | 0           | 0           |
| 1996           | 3           | 0           |
| 通算           | 39          | 5           |

得点数
| # | 開催日         | 開催地                           | 対戦国         | スコア | 結果         | 大会                          |
| - | -------------- | -------------------------------- | -------------- | ------ | ------------ | ----------------------------- |
| 1 | 1989年2月8日   | タカリ、ナショナルスタジアム     | マルタ         | 2-0    | 2-0          | 親善試合                      |
| 2 | 1992年6月17日  | マルメ、マルメ・スタディオン     | フランス       | 1-0    | 2-0          | UEFA EURO '92グループA        |
| 3 | 1992年6月22日  | イェーテボリ、ウッレヴィ         | オランダ       | 1-0    | 2-2 (7-6 p.) | UEFA EURO '92準決勝           |
| 4 | 1992年6月22日  | イェーテボリ、ウッレヴィ         | オランダ       | 2-1    | 2-2 (7-6 p.) | UEFA EURO '92準決勝           |
| 5 | 1992年11月18日 | ベルファスト、ウィンザー・パーク | 北アイルランド | 1-0    | 1-0          | 1994 FIFAワールドカップ・予選 |

## タイトル

### クラブ
リンビーBK
- デンマーク・カップ : 2回 (1984-85, 1989-90)
- デンマーク・スーペルリーガ : 1回 (1991-92)

FCコペンハーゲン
- デンマーク・カップ : 1回 (1996-97)

### 代表
デンマーク代表
- UEFA欧州選手権 : 1回 (1992)